# Tanvoussé (Nagréongo)
Pour les articles homonymes, voir Tanvoussé (homonymie).
Tanvoussé est une localité située dans le département de Nagréongo de la province de l'Oubritenga dans la région Plateau-Central au Burkina Faso.

## Santé et éducation
Le centre de soins le plus proche de Tanvoussé est le centre de santé et de promotion sociale (CSPS) de Nagréongo tandis que le centre médical avec antenne chirurgicale (CMA) de la province se trouve à Ziniaré.
Le village possède une école primaire publique dans le bourg et un centre permanent d'alphabétisation et de formation (CPAF) dans le village de Zanga.